# Messier 110
Messier 110 (M110 o NGC 205) és una galàxia el·líptica-esferoidal que forma part del Grup Local de galàxies i és satèl·lit de la gran galàxia d'Andròmeda, situada a la constel·lació d'Andròmeda. Fou descoberta per Charles Messier l'any 1773, tot i que inicialment no la inclogué al seu catàleg. Caroline Herschel la descobrí independentment el 27 d'agost de 1783 i William Herschel la catalogà el 5 d'octubre de 1784 sota la designació H V.18. Finalment va ser afegida per Kenneth Glyn Jones al catàleg Messier el 1966.
Està situada aproximadament a la mateixa distància que la galàxia d'Andròmeda (uns 2,9 milions d'anys llum). El seu tipus és E6, amb l'afegit d'una p ("peculiar") a causa d'un conjunt poc habitual d'estructures fosques, que probablement són núvols de pols. A M110 es pot observar un sistema destacable de 8 cúmuls globulars a l'halo que l'envolta. Al seu centre s'estan formant noves estrelles i s'han detectat estrelles joves blaves i massives.